# Локвуд, Гари
Гари Локвуд (англ. Gary Lockwood) — американский актёр, сыгравший одну из главных ролей в фильме «Космическая одиссея 2001 года», а также в одном из эпизодов в сериале «Звёздный путь».

## Биография
Гари Локвуд (англ. Gary Lockwood) родился 21 февраля 1937 в городе Ван-Найсе в долине Сан-Фернандо, штат Калифорния, США. Гари происходит из польской семьи, его настоящая фамилия — Юрошек. Учился в Калифорнийском университете Лос-Анджелеса.
У актёра было несколько жён:
- Хоуп Харрсен (Hope Harrsen);
- 1966—1972 — Стефани Пауэрс (Stefanie Powers);
- 1982—1988 — Дениз Дюбарри (en:Denise DuBarry) — 1 ребёнок (актриса Саманта Локвуд).

Сначала Гари Локвуд участвовал в фильмах только в качестве дублёра или каскадёра. Потом снялся в эпизодической роли в фильме «Шериф» и в нескольких сериалах. Первая известность пришла к нему после фильма «Великолепие в траве». Самой известной ролью Гари Локвуда стал доктор Фрэнк Пул в фильме «Космическая одиссея 2001 года».
Всего же за 45 лет актёр сыграл около сорока ролей в театральных постановках и телевизионных фильмах.

## Фильмография
- 1959 — «Шериф Уорлока» — член банды ( в титрах не указан )
- 1961 — сериал «Идущие за солнцем» en:Follow the Sun (TV series) — Эрик Джейсон
- 1961 — «Дикарь» — Клифф Мэйси
- 1961 — сериал «Автобусная остановка» (en:Bus Stop (TV series)) — Ковбой Бо
- 1961 — «Великолепие в траве» (en:Splendor in the Grass) — Аллен (Милашка)Тутл
- 1962 — «Волшебный меч» (en:The Magic Sword (film)) — Сэр Джордж
- 1962 — сериал «Перри Мейсон» — Дэви Кэрролл
- 1963 — «Это случилось на всемирной выставке» — Дэнни Бурк
- 1966 — «Звёздный путь» (эпизод «Куда не ступала нога человека») — Капитан-лейтенант Гэри Митчелл
- 1968 — «Файркрик» (en:Firecreek) — Граф
- 1968 — «Они пришли, чтобы ограбить Лас-Вегас» (en:They Came to Rob Las Vegas) — Тони Ферри
- 1968 — «Космическая одиссея 2001 года» — Доктор Фрэнк Пул
- 1969 — «Model Shop» (en:Model Shop (film)) — Джордж Мэттью
- 1970 — «Революция в минуту» — Росситер
- 1971 — пилотная серия сериала «Земля II»(en:Earth II (TV series pilot)) — Дэвид Севилл
- 1976 — «План: убивать» (en:Project Kill) — Фрэнк Лэсситер
- 1976 — сериал «Поиск» (en:The Quest (TV series))
- 1977 — сериал "Телевизионная антология Уолта Диснея (en:Walt Disney anthology television series) — Бред Хаскелл
- 1978 — телефильм «Призрак рейса 401» — Джордан Эванховер
- 1978 — телефильм «Невероятное путешествие доктора Мэг Лоэрелл» (en:The Incredible Journey of Doctor Meg Laurel)
- 1978 — телефильм «Вершина холма» — Дэйв Кулли
- 1983 — телефильм «Отделение экстренной медицинской помощи» — Доктор Дэвид Бэккер
- 1984—1986 — сериал «Саймон и Саймон» (en:Simon and Simon)
- 1985—1994 — сериал «Она написала убийство» (отдельные серии)
- 1987 — «Дикая пара» — Капитан Крамер
- 1990 — «Ужас в раю» — Мэр Дуглас
- 1995 — «Ночь пугала» — Мэр Гудман